# テレビ朝日日曜朝9時30分枠の連続ドラマ
テレビ朝日日曜朝9時30分枠の連続ドラマ（テレビあさひにちようあさ9じ30ぷんわくのれんぞくドラマ）は、過去3期にわたってテレビ朝日系列局（一部を除く）が日曜9時30分から10時（日本標準時）に編成しているテレビドラマの放送枠である。

## 概要
本時間帯にて最初にテレビドラマの放送が行われたのは、1978年10月からの約1年半の間であり、この時期には子供向けテレビドラマ「ハウス世界名作劇場」が放送された。
同番組の終了後、テレビアニメ『藤子不二雄劇場』を挟んで1987年10月より再度、月曜19時台前半より「メタルヒーローシリーズ」（当時は『超人機メタルダー』）を移動する形で、本時間帯におけるテレビドラマの放送が実施された。以降、1989年3月に同シリーズが日曜8時台前半へ繰り上げとなるまでの約1年半にわたり、本時間帯は東映制作の特撮枠として位置付けられた。
三度本時間帯がテレビドラマの放送枠として設定されたのは、情報・報道番組「サンデーLIVE!!」（朝日放送・メ〜テレとの共同制作）の新設、およびそれに伴い長年本時間帯にて放送されてきた朝日放送制作のテレビ番組が終了した、2017年10月からのことである。この改編に伴い、本時間帯にはそれまで7時台後半にて放送されていた「スーパー戦隊シリーズ」（当時は『宇宙戦隊キュウレンジャー』）が移動し、また移動前から同シリーズを内包していた「スーパーヒーロータイム」の第2枠としても位置付けられるようになった。

## 作品リスト

### 第2期（メタルヒーローシリーズ）
- 超人機メタルダー（1987年10月4日 - 1988年1月17日） ※月曜19:00 - 19:30から移動
- 世界忍者戦ジライヤ（1988年1月24日 - 1989年1月22日）
- 機動刑事ジバン（1989年1月29日 - 1989年3月26日） ※日曜8:00 - 8:30へ移動

### 第3期（スーパー戦隊シリーズ）
- 宇宙戦隊キュウレンジャー （2017年10月1日 - 2018年2月4日）※日曜7:30 - 8:00から移動
- 快盗戦隊ルパンレンジャーVS警察戦隊パトレンジャー（2018年2月11日 - 2019年2月10日）
- 騎士竜戦隊リュウソウジャー（2019年3月17日 - 2020年3月1日）
- 魔進戦隊キラメイジャー（2020年3月8日 - 2021年2月28日）
- 機界戦隊ゼンカイジャー（2021年3月7日 - 2022年2月27日）
- 暴太郎戦隊ドンブラザーズ（2022年3月6日 - 2023年2月26日）
- 王様戦隊キングオージャー（2023年3月5日 - 2024年2月25日）
- 爆上戦隊ブンブンジャー（2024年3月3日 - 2025年2月9日）
- ナンバーワン戦隊ゴジュウジャー（2025年2月16日 - ）

## ネット局

### 第2期（メタルヒーローシリーズ）
| 放送対象地域   | 放送局             | 当時の系列                                   | 備考                   |
| -------------- | ------------------ | -------------------------------------------- | ---------------------- |
| 関東広域圏     | テレビ朝日         | テレビ朝日系列                               | 制作局                 |
| 北海道         | 北海道テレビ       | テレビ朝日系列                               |                        |
| 青森県         | 青森放送           | 日本テレビ系列 テレビ朝日系列                | 同時ネット             |
| 岩手県         | IBC岩手放送        | TBS系列                                      |                        |
| 宮城県         | 東日本放送         | テレビ朝日系列                               |                        |
| 秋田県         | 秋田放送           | 日本テレビ系列                               |                        |
| 山形県         | 山形放送           | 日本テレビ系列 テレビ朝日系列                |                        |
| 福島県         | 福島放送           | テレビ朝日系列                               |                        |
| 山梨県         | テレビ山梨         | TBS系列                                      |                        |
| 新潟県         | 新潟テレビ21       | テレビ朝日系列                               |                        |
| 長野県         | テレビ信州         | テレビ朝日系列 日本テレビ系列                |                        |
| 石川県         | 石川テレビ         | フジテレビ系列                               |                        |
| 福井県         | 福井放送           | 日本テレビ系列                               |                        |
| 静岡県         | 静岡けんみんテレビ | テレビ朝日系列                               | 現：静岡朝日テレビ     |
| 中京広域圏     | 名古屋テレビ       | テレビ朝日系列                               |                        |
| 近畿広域圏     | 朝日放送           | テレビ朝日系列                               | 現・朝日放送テレビ     |
| 鳥取県・島根県 | 山陰放送           | TBS系列                                      |                        |
| 広島県         | 広島ホームテレビ   | テレビ朝日系列                               |                        |
| 山口県         | 山口放送           | 日本テレビ系列 テレビ朝日系列                |                        |
| 徳島県         | 四国放送           | 日本テレビ系列                               |                        |
| 香川県・岡山県 | 瀬戸内海放送       | テレビ朝日系列                               |                        |
| 愛媛県         | 愛媛放送           | フジテレビ系列                               | 現：テレビ愛媛         |
| 高知県         | テレビ高知         | TBS系列                                      |                        |
| 福岡県         | 九州朝日放送       | テレビ朝日系列                               |                        |
| 長崎県         | 長崎放送           | TBS系列                                      | 一部未放送の作品あり？ |
| 熊本県         | テレビくまもと     | フジテレビ系列 テレビ朝日系列                |                        |
| 大分県         | テレビ大分         | フジテレビ系列 日本テレビ系列 テレビ朝日系列 |                        |
| 宮崎県         | テレビ宮崎         | フジテレビ系列 日本テレビ系列 テレビ朝日系列 | 一部作品のみ放送？     |
| 鹿児島県       | 鹿児島放送         | テレビ朝日系列                               |                        |

### 第3期（スーパー戦隊シリーズ）
| 放送対象地域   | 放送局             | 系列           | 放送時間           | 備考           |
| -------------- | ------------------ | -------------- | ------------------ | -------------- |
| 関東広域圏     | テレビ朝日         | テレビ朝日系列 | 日曜 9:30 - 10:00  | 制作局         |
| 北海道         | 北海道テレビ       | テレビ朝日系列 | 日曜 9:30 - 10:00  |                |
| 青森県         | 青森朝日放送       | テレビ朝日系列 | 日曜 9:30 - 10:00  |                |
| 岩手県         | 岩手朝日テレビ     | テレビ朝日系列 | 日曜 9:30 - 10:00  |                |
| 宮城県         | 東日本放送         | テレビ朝日系列 | 日曜 9:30 - 10:00  |                |
| 秋田県         | 秋田朝日放送       | テレビ朝日系列 | 日曜 9:30 - 10:00  |                |
| 山形県         | 山形テレビ         | テレビ朝日系列 | 日曜 9:30 - 10:00  |                |
| 福島県         | 福島放送           | テレビ朝日系列 | 日曜 9:30 - 10:00  |                |
| 新潟県         | 新潟テレビ21       | テレビ朝日系列 | 日曜 9:30 - 10:00  |                |
| 長野県         | 長野朝日放送       | テレビ朝日系列 | 日曜 9:30 - 10:00  |                |
| 石川県         | 北陸朝日放送       | テレビ朝日系列 | 日曜 9:30 - 10:00  |                |
| 静岡県         | 静岡朝日テレビ     | テレビ朝日系列 | 日曜 9:30 - 10:00  |                |
| 中京広域圏     | 名古屋テレビ       | テレビ朝日系列 | 日曜 9:30 - 10:00  | 愛称：メ〜テレ |
| 近畿広域圏     | 朝日放送テレビ     | テレビ朝日系列 | 日曜 9:30 - 10:00  | [ 注 3 ]       |
| 広島県         | 広島ホームテレビ   | テレビ朝日系列 | 日曜 9:30 - 10:00  |                |
| 山口県         | 山口朝日放送       | テレビ朝日系列 | 日曜 9:30 - 10:00  |                |
| 香川県・岡山県 | 瀬戸内海放送       | テレビ朝日系列 | 日曜 9:30 - 10:00  |                |
| 愛媛県         | 愛媛朝日テレビ     | テレビ朝日系列 | 日曜 9:30 - 10:00  |                |
| 福岡県         | 九州朝日放送       | テレビ朝日系列 | 日曜 9:30 - 10:00  |                |
| 長崎県         | 長崎文化放送       | テレビ朝日系列 | 日曜 9:30 - 10:00  |                |
| 熊本県         | 熊本朝日放送       | テレビ朝日系列 | 日曜 9:30 - 10:00  |                |
| 大分県         | 大分朝日放送       | テレビ朝日系列 | 日曜 9:30 - 10:00  |                |
| 鹿児島県       | 鹿児島放送         | テレビ朝日系列 | 日曜 9:30 - 10:00  |                |
| 沖縄県         | 琉球朝日放送       | テレビ朝日系列 | 日曜 9:30 - 10:00  |                |
| 山梨県         | 山梨放送           | 日本テレビ系列 | 日曜 5:35 - 6:05   | [ 注 4 ]       |
| 富山県         | 北日本放送         | 日本テレビ系列 | 日曜 6:30 - 7:00   |                |
| 徳島県         | 四国放送           | 日本テレビ系列 | 金曜 10:55 - 11:25 |                |
| 福井県         | 福井テレビ         | フジテレビ系列 | 日曜 5:30 - 6:00   |                |
| 島根県・鳥取県 | さんいん中央テレビ | フジテレビ系列 | 金曜 15:15 - 15:45 |                |
| 高知県         | テレビ高知         | TBS系列        | 日曜 6:15 - 6:45   |                |
| 宮崎県         | 宮崎放送           | TBS系列        | 土曜 5:45 - 6:15   |                |